# Thorong La
Thorong La ou Thorung La é um passo de montanha situado no maciço do Damodar Himal, a norte do Annapurna, parte dos Himalaias, a 5 416 metros de altitude. Situa-se na parte central do Nepal e liga a aldeia de Manang (3 540 m de altitude), no distrito de Manang, a leste, com o santuário de Muktinath (3 800 m) e a aldeia de Ranipauwa (3 800 m), a oeste, no distrito de Mustang. Por ser o único passo entre as partes oriental e ocidental do maciço do Annapurna, é regularmente usado por comerciantes e turistas de trekking.

## Turismo
Thorong La é o ponto mais alto do chamado Circuito do Annapurna, um percurso de caminhada com 300 km de extensão que dá a volta quase completa à cordilheira do Annapurna. A altitude elevada do passo coloca riscos sérios de aparecimento do "mal da montanha" (hipobaropatia) quando os caminhantes não tomam as devidas precauções de aclimatização. Embora seja possível fazer em apenas um dia o percurso de Manang para Muktinath, os médicos do posto de Manang da Himalayan Rescue Association recomendam que os caminhantes passem cinco noites entre a chegada a Manang e a travessia, embora geralmente dois ou três snoites sejam suficientes.
As alturas do ano mais seguras para a travessia, com tempo desanuviado, é entre março e abril e entre outubro e novembro. A travessia do passo no inverno é arriscada devido aos perigos de avalanches, congelamento e desorientação na neve. A maior parte dos turista faz a travessia de leste para oeste, que é o snetido mais fácil e seguro.  Antes do passo, os caminhantes podem passar a noite em Thorung Phedi (a 4 420 m de altitude) ou no Thorong High Camp ("Acampamento de Altitude de Thorong", a 4 800 m), o que significa que têm que subir até mil metros e descer cerca de 1 600 m. O caminho desde Muktinath não oferece muitas oportunidades para aclimatização de altitude, com os pontos mais altos onde é possível passar a noite sendo Ranipauwa (todo o ano, a 3 700 m) ou em Muktinath Pedhi, a 4 200 m, onde há um albergue sazonal muito básico, o que significa que os caminhantes que atravessam de oeste para leste têm que subir 1 700 m ou 1 200 m e descer pelo menos 600 metros num dia. Em outubro ou novembro é usual que haja ventos fortes poucas horas depois do nascer do sol, pelo que tipicamente os caminhantes iniciam a marcha algumas horas antes do nascer do sol para evitarem esses ventos.

## Clima
O clima no lado ocidental do passo é muito mais seco do que no lado oriental. No lado ocidental a vegetação é escassa, exceto onde há irrigação, enquanto que no vale de Manang, a oriente, há muita vegetação e há muito mais áreas propícias para a agricultura. Isto apesar de ser relativamente seco, devido a estar protegido da monção húmida do sul pelo maciço do Annapurna.